# ヴァンドン県
ヴァンドン県（ヴァンドンけん、ベトナム語：Huyện Vân Đồn / 縣雲屯?）は、ベトナムクアンニン省の県である。

## 行政区画
以下の1市鎮11社を管轄する。
- カイロン市鎮（Cái Rồng / 街容）

- バンセン社（Bản Sen / 本蓮）
- ビンザン社（Bình Dân / 平民）
- ダイスエン社（Đài Xuyên / 台川）
- ドアンキエット社（Ðoàn Kết / 團結）
- ドンサー社（Ðông Xá / 東舍）
- ハロン社（Hạ Long / 下龍）
- ミンチャウ社（Minh Châu / 明珠）
- ゴクヴン社（Ngọc Vừng / 玉匯）
- クアンラン社（Quan Lạn / 觀爛）
- タンロイ社（Thắng Lợi / 勝利）
- ヴァンイエン社（Vạn Yên / 萬安）